# Luigi Antonio della Ratta
Luigi Antonio della Ratta (post 1336 – 1382) è stato un nobile italiano, conte di Caserta.

## Biografia
Luigi Antonio della Ratta nacque dopo il 1336 da Francesco I della Ratta (figlio di Diego della Ratta) e Caterina d'Alneto. Fu fedele a Giovanna I d'Angiò e l'appoggiò negli ultimi anni del suo regno. Il 25 novembre 1376 si imbarcò con Roberto Orsini ed altri quaranta cavalieri per scortare a Napoli Ottone IV di Brunswick-Grubenhagen, ultimo marito della regina.
Giovanna I mostrò un atteggiamento ostile contro il nuovo papa Urbano VI, così organizzò una delegazione del regno, di cui Luigi Antonio faceva parte, con Niccolò Spinelli, che si recò a Fondi, dove i cardinali che abbandonarono papa Urbano elessero Clemente VII, dando origine allo Scisma d'Occidente. Probabilmente Luigi Antonio «fu anche accusato, quasi sicuramente a torto, dai sostenitori di Urbano VI di aver partecipato alla presunta falsificazione di alcune bolle pontificie per influenzare la regina Giovanna, facendole credere che il papa intendesse privarla del Regno». Nel 1380, per dare soccorso alle difficoltà finanziarie della sovrana, cedette il feudo di Montorio al Vomano al genero Matteo della Marra, signore di Serino.
Giovanna I si sottomise a Carlo III d'Angiò-Durazzo, che aveva invaso il Regno e preteso il trono, col benestare di Urbano VI. Nonostante questo, Luigi Antonio fu uno dei pochi a rimanere fedele alla sovrana, rimanendo ostile a Carlo III ed avviando una politica antiangioina contro di lui, che coinvolse la sua famiglia. Urbano VI lo privò del titolo di conte di Caserta ed i suoi feudi furono donati al nipote Francesco Prignano, che però non ne ebbe mai possesso. Giovanna I chiese il soccorso di Luigi I d'Angiò-Valois, inviando Luigi Antonio in Francia, dove concluse un accordo di successione ereditaria e legittima. Nel frattempo la regina fu fatta prigioniera e Luigi Antonio morì durante una nuova missione diplomatica che avrebbe dovuto sollecitare l'intervento di Luigi.

## Discendenza
Luigi Antonio della Ratta si sposò con Beatrice del Balzo, dalla quale ebbe tre figli e una figlia:
- Francesco, conte di Caserta;
- Luigi;
- Sandolo;
- Cicella, andata in sposa prima a Matteo della Marra e poi ad Ungaro di Santangelo.